# Nicol Voronkov
Nicol Voronkov, née le 23 janvier 2001, est une gymnaste rythmique israélienne. 

## Palmarès

### Championnats du monde
- Bakou 2019
  -  Médaille d'argent par équipe.

### Championnats d'Europe juniors
- Minsk 2015
  -  Médaille de bronze au concours général en groupe.